# Schiffers.fm
Schiffers.fm was een radioprogramma van AVROTROS, uitgezonden op NPO Radio 2. De presentatie van het programma was in handen van Hans Schiffers. Het programma bestond sinds 2001 en was vanaf september 2010 iedere zondag te beluisteren tussen 09:00 en 12:00 uur. Voorheen was het programma iedere werkdag te horen tussen 14:00 en 17:00 uur. Op een gegeven moment tot 16:00 omdat de avondspits eerder begon. De laatste reguliere doordeweekse uitzending was op vrijdag 3 september 2010. Het programma bestond tijdens werkdagen uit verschillende onderdelen, afgewisseld door muziek. Op de zondagmorgen werd een ander genre platen gedraaid dan voorheen op de weekdagen, zoals wereldmuziek. Vaste invaller was Jan-Willem Roodbeen.

## Voormalige programma-onderdelen

#### Cryptopicto
Een ander onderdeel was de Cryptopicto. De ene dag tekende Schiffers zelf een tekening, waarmee hij een bepaalde artiest met een bepaald nummer uitbeeldde. De tekening was op de website te bekijken, de andere dag was er een fotomontage te zien die dan het nummer en de artiest uitbeeldde (gemaakt door samensteller Wibo Dijksma). De juiste oplossing kon worden ingestuurd. De winnaar won dan een van de drie Cryptopicto-boekjes met daarin 94 cartoons.

#### Podgast
De podgast was een dagelijkse gast, meestal een Bekende Nederlander, waarmee Schiffers een interview hield. De naam van het programma was podgast omdat het interview vanaf de website te downloaden was, als podcast. Later werd met een bekende Nederlander een popquiz gespeeld.

#### Muziekpuzzel
Rond 14.30 uur speelde Hans Schiffers altijd de muziekpuzzel. De puzzel bestond uit vier fragmenten van een lied, in de verkeerde volgorde. Een beller werd gevraagd de fragmenten in de goede volgorde te zetten, om zo een prijs te winnen. Na afloop van het spel werd het desbetreffende nummer gedraaid.

#### Dag Top 5
Oorspronkelijk slechts als opwarmertje voor de Top 2000; later is het uitgegroeid tot een vast programmaonderdeel. Luisteraars konden via de website elke dag stemmen op hun favoriete nummer uit vijfentwintig nummers met een bepaald thema. De vijf meest gekozen nummers werden vervolgens tussen 16.30 uur en 17.00 uur uitgezonden als afsluiter van het programma.